# Mweru-kapenta
Mweru-kapenta (Limnothrissa miodon) är en fiskart som först beskrevs av Boulenger, 1906.  Mweru-kapenta ingår i släktet Limnothrissa och familjen sillfiskar. IUCN kategoriserar arten globalt som livskraftig. Inga underarter finns listade i Catalogue of Life.